# Јошиказу Нагаи
Јошиказу Нагаи (јап. 永井 良和; Саитама, 16. април 1952) бивши је јапански фудбалер.

## Каријера
Током каријере је играо за Фурукава.

## Репрезентација
За репрезентацију Јапана дебитовао је 1971. године. За тај тим је одиграо 69 утакмица и постигао 9 голова.

## Статистика
| Јапан  | Јапан   | Јапан  |
| Година | Наступи | Голови |
| ------ | ------- | ------ |
| 1971.  | 4       | 1      |
| 1972.  | 0       | 0      |
| 1973.  | 5       | 0      |
| 1974.  | 4       | 1      |
| 1975.  | 11      | 1      |
| 1976.  | 17      | 2      |
| 1977.  | 5       | 0      |
| 1978.  | 12      | 1      |
| 1979.  | 9       | 3      |
| 1980.  | 2       | 0      |
| Укупно | 69      | 9      |